# بلدية واترلو الإقليمية
بلدية واترلو الإقليمية ( منطقة واترلو أو منطقة واترلو ) هي منطقة حضرية في جنوب أونتاريو ، كندا. تحتوي على مدن كامبريدج ، كيتشنر وواترلو ( KWC أو Tri-Cities ) ، وبلدات شمال دومفريز ، ويليسلي ، ويلموت وولويتش . كيتشنر ، أكبر مدينة ، هي مقر الحكومة.
تبلغ مساحة المنطقة 1,369 كيلومتر مربع (529 ميل2) في المنطقة. كان عدد السكان 587165 في تعداد كندا 2021.  في عام 2016 ، تم تصنيف منطقة كامبريدج ، كيتشنر ، ووترلو كثالث أفضل منطقة في كندا للعثور على عمل بدوام كامل. 
كانت المنطقة تسمى سابقًا مقاطعة واترلو ، التي تأسست عام 1853 وانحلت في عام 1973. تتكون المقاطعة من خمس بلدات: وولويتش ، ويليسلي ، ويلموت ، ووترلو ، وشمال دومفريز.

## تاريخ
كان الصيادون الأوائل من تقليد Bifurcate Base موجودين في المنطقة منذ حوالي 8300 عام. احتلوا موقع كاسل ( AiHd-71 ) ، ومعسكر القاعدة ، وموقع Blue Dart (AiHd-89) ، الذي كان على الأرجح موقع قتل ؛ يتبع هذا أنماط احتلال نموذجية للصيادين .  :1
حتى القرن السابع عشر ، كانت الأمة الأتاواندرون (المحايدة) تسكن منطقة جراند ريفر . أعجب المستكشفون الأوروبيون بممارساتهم الزراعية.
في أعقاب انتشار وباء الجدري والتوغلات الأوروبية ، شن اتحادا Haudenosaunee (إيروكوا)  واتحادات Wendat (Huron)  حربًا من 1642-1650. أدى غزو دولتي سينيكا وموهوك في Haudenosaunee إلى إنهاء استقلال Attawandaron.
في عام 1784 ، تقديراً لدعم Haudenosaunee  خلال حرب الاستقلال الأمريكية وما تبعها من خسارة لأراضيها في ولاية نيويورك ،  منحت الحكومة البريطانية وادي النهر الكبير إلى الكونفدرالية. استقر الأخير في الجزء السفلي من وادي نهر جراند ، مقاطعة برانت الحالية ، وباع الأرض في الجزء العلوي من غراند ، التي أصبحت الآن جزءًا من بلدة واترلو ، إلى العقيد الموالي ريتشارد بيسلي. في عام 1816 ، استحوذ ويليام ديكسون ،  وهو مضارب أرض اسكتلندي المولد ، على 90,000 أكر (360 كـم2) على طول النهر الكبير ، في ضواحي شمال وجنوب دومفريس الحالية ، ومدينة كامبريدج.

## ضواحي شمال وجنوب دومفريز
خطط ديكسون لتقسيم المنطقة إلى قطع لبيعها للمستوطنين الاسكتلنديين.  اختار هو والطاحونة الأمريكية المولد ، أبشالوم شيد ،  التقاء ميل كريك ونهر جراند لتأسيس شيدز ميلز. في عام 1825 ، كان للمستوطنة المتنامية مكتب بريد.
على الرغم من تردد المستوطنين ، أعاد ديكسون تسمية مستوطنة جالت تكريما لجون جالت ، الروائي الاسكتلندي ومفوض شركة كندا. جلبت زيارة جالت في عام 1827 قبولًا أوسع لتغيير الاسم.
في البداية كان يخدم المزارعين المحليين ، لكن التطور الصناعي لجالت في أواخر ثلاثينيات القرن التاسع عشر أكسبه لقب "مانشستر كندا".  ظلت المدينة الرئيسية في المنطقة حتى تجاوزتها برلين  في بداية القرن العشرين.

## كيتشنر واترلو

### عصر ما قبل الحداثة
وفقًا لمدينة واترلو ، عاش السكان الأصليون في المنطقة ، بما في ذلك Haudenosaunee وAnishinaabe والأمة المحايدة . 
يذكر أحد التقارير أنه يمكن الآن تحديد ما لا يقل عن مستوطنتين للسكان الأصليين من القرن السادس عشر بالقرب من شنايدر وستراسبورغ كريكس في كيتشنر.  تشمل الاكتشافات بقايا قرية تابعة للأمم الأولى ، يقدر عمرها بـ 500 عام ، واكتشفت في عام 2010 في منطقة ستراسبورغ كريك مع "قطع أثرية تعود إلى 9000 عام".  في عام 2020 ، تم العثور على موقع في طريق فيشر-هولمان يحتوي على قطع أثرية من "قرية إيروكوا المتأخرة في وودلاند" التي كانت مأهولة بالسكان حوالي 1300 إلى 1600. عثر علماء الآثار على حوالي 35000 قطعة بما في ذلك أدوات حجرية ورأس سهم عمره 4000 عام. 